# Eurydike (Gattin des Lykurgos)
Eurydike (altgriechisch Εὐρυδίκη Eurydíkē) oder Amphithea (Ἀμφιθέα Amphithéa) ist in der griechischen Mythologie die Gattin des Lykurgos, des Königs von Nemea in Arkadien.
Sie gebar ihrem Gatten den Sohn Opheltes, der noch als Kleinkind durch einen Schlangenbiss ums Leben kam und nun, da dies vom Seher Amphiaraos als böses Vorzeichen gedeutet wurde, den Namen Archemoros („Anfang des Unheils“) erhielt. Laut Otto Kern scheint Eurydike nahe verwandt zu sein mit ihrer bekannteren Namensvetterin, der Gattin des Orpheus, da diese ebenfalls an einem Schlangenbiss starb.